# Euforió de Calcis
Euforió, en llatí Euphorion, en grec antic Εὐφορίων, fou un gramàtic i poeta gec nascut a Calcis a Eubea, fill de Polimnet, nascut segons Suides l'any 274 aC. Va adquirir la ciutadania atenenca en data desconeguda. Fou deixeble de Lacides (que va florir vers 241 aC) i Pritanis i, en poesia, d'Arquèbul de Tebes. Se'n va enamorar Nícies, (potser Nicea de Corint) la dona d'Alexandre, tirà d'Eubea (o d'Alexandre de Corint, tirà de Corint). Els seus amors es mencionen en alguns epigrames. Va acumular una gran fortuna i va anar a Síria a la cort d'Antíoc III el Gran (vers 221 aC) de qui va dirigir la biblioteca. Va morir a Síria i fou enterrat a Apamea o Antioquia

## Obres
Va escriure nombroses obres en prosa i vers.
Les seves obres en prosa eren sobre història i lexicografia:
- Ἱστορικὰ ὐπομνήματα («Fets històrics»)
- Περὶ τῶν Ἀλευαδῶν («Sobre els Aleuaden», una dinastia reial de Tessàlia, que afirmava descendir d'Hèracles)
- Περὶ τῶν Ἰσθμίων («Sobre la parla a l'Istme»)
- Περὶ Μελοποιϊῶν
- Λέξις Ἱπποκράτους, una obra relacionada amb el llenguatge d'Hipòcrates.

De la seva obra poètica només es conserven dos breus epigrames i prop de 300 versos repartits en fragments.
Entre els poemes en vers heroic cal esmentar els següents:
- Ἡσίοδος,
- Μοψοπία,
- Χιλιάδες,
- Ἀλέξανδρος,
- Ἄνιος,
- Ἀντιγραφαὶ πρὸς Θεωρίδαν
- Ἀπολλόδωρος,
- Ἀραὶ ἤ ποτηριοκλέπτης («Malediccions, o el lladre del gerro»)
- Ἀρτεμίδωρος
- Γέρανος
- Δημοσθένης,
- Διόνυσος, (Dionisos, probablement sobre la mitologia d'aquest déu)
- Ἐπικήδειος εἰς Πρωταγόραν,
- Θρᾷξ (Thrᾷx, que devia contenir la història d'incest entre Climenos i Arpalice i la llur transformació en ocells)
- Ἱππομέδων.
- Ξένιον
- Πολυχάρης.
- Ὑάκινθορ.
- Φιλοκτήτης

També fou epigramista i a l'Antologia grega hi ha epigrames seus de caràcter eròtic.
Els seus breus poemes tenen com a model Homer pel que fa a la temàtica mitològica i a la mètrica en hexàmetres; mentre que el seu estil recorda a Cal·límac de Cirene. La brevetat no impedeix que el vocabulari estigui molt escollit, cercant crear impacte en el lector. Fou un poeta culte, en el seu estil es troben nombrosos neologismes, paraules d'ús poc freqüent. Fou admirat per Catul i imitat per altres neoteroi, però no per Ciceró, el qual criticava als qui el preferien a Enni i deia amb menyspreu dels seus imitadors que eren cantores Euphorionis. Fou imitat o traduït al llatí pel prefecte d'Egipte Gai Corneli Gal i per l'emperador Tiberi. Els fragments van ser publicats per primera vegada per Augustus Meineke amb el títol De Euphorionis Chalcidensis vita et scriptis, una edició del 1843 incloïa nous fragments en l'Analecta Alexandrina. Al papir d'Oxirrinc se'n van trobar més versos.
Alguns autors suposen que fou també un poeta dramàtic. Fabricius li atribueix Ἀπολλόδωρος (Apol·lodoros, poema èpic) i Ἀποδιδοῦσα (comèdia).